# Hambach (bei Diez)

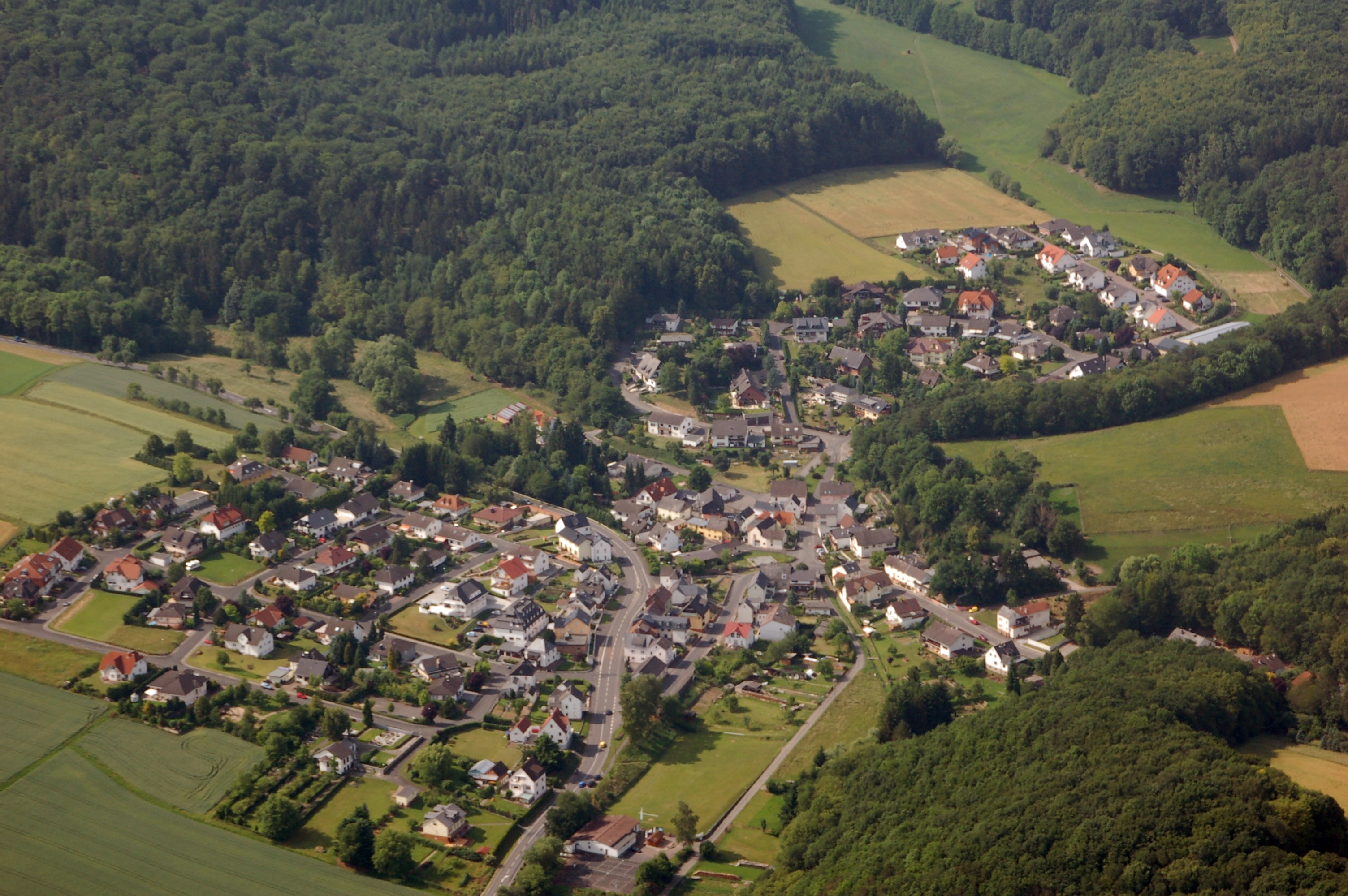
Luftaufnahme 2007

Hambach ist eine Ortsgemeinde im Rhein-Lahn-Kreis in Rheinland-Pfalz. Sie gehört der Verbandsgemeinde Diez an.

## Geographie
Das Gebiet der Ortsgemeinde Hambach gehört zu den Ausläufern des Westerwalds. Hambach liegt etwa 5 km westlich von Limburg an der Lahn, etwa 4 km nordwestlich von Diez und etwa 11 km östlich von Montabaur. Durch den Ort fließt der gleichnamige Fluss.

## Geschichte
Die erste Erwähnung Hambachs erfolgte 1290 in einem Nekrolog des Stiftes St. Lubentius zu Dietkirchen. Hambach war Teil der Grafschaft Diez. Ab 1806 war der Ort Teil des Herzogtums Nassau, das 1866 von Preußen annektiert wurde. Seit 1946 ist der Ort Teil des Landes Rheinland-Pfalz.
1890 wurde eine Schule gebaut, diese musste aufgrund von Schülermangel 1936 geschlossen werden und wurde danach von 1947 bis 1961 wieder genutzt. Heute ist Hambach im Einzugsgebiet der Schulen in Altendiez.
Die Einwohnerschaft entwickelte sich im 19. und 20. Jahrhundert wie folgt: 1843: 117 Einwohner, 1927: 160 Einwohner, 1964: 204 Einwohner.

## Religion
Hambach ist der römisch-katholischen Kirchengemeinde Herz-Jesu in Diez zugeordnet und gehört mit ihr zum Pastoralen Raum Diez, welcher selbst wiederum dem Bezirk Limburg im Bistum Limburg eingegliedert ist.
Infolge der Reformation Anfang des 16. Jahrhunderts wurde Hambach als Teil der Grafschaft Diez evangelisch. Heute ist der Ort von evangelischer Seite der Kirchengemeinde Diez St. Peter im Dekanat Nassauer Land in der Propstei Rheinhessen-Nassauer Land der Evangelischen Kirche in Hessen und Nassau (EKHN) zugehörig.

## Politik

### Gemeinderat
Der Gemeinderat in Hambach besteht aus acht Ratsmitgliedern, die bei der Kommunalwahl am 9. Juni 2024 in einer Mehrheitswahl gewählt wurden, und – wenn wieder gewählt – dem ehrenamtlichen Ortsbürgermeister als Vorsitzendem.

### Ortsbürgermeister
Das Amt ist derzeit vakant. Zuletzt hatte es Peter Sehr für zehn Jahre bis 2024 inne. Da für die Direktwahl am 9. Juni 2024 kein Wahlvorschlag eingereicht wurde, obliegt die Neuwahl des Bürgermeisters gemäß rheinland-pfälzischer Gemeindeordnung dem Rat. Da dieser auf seiner konstituierenden Sitzung am 25. Juli 2024 keinen Kandidaten fand und die Amtszeit des bisherigen Ortsbürgermeisters am folgenden 31. Juli endete, werden die Amtsgeschäfte bis auf Weiteres von den Beigeordneten wahrgenommen.

## Verkehr
- Hambach ist über die Landesstraße L 318 an das überörtliche Straßennetz angeschlossen, diese führt von Diez nach Nordwesten durch die Ortsgemeinde Hambach zur Anschlussstelle Diez an der A 3.
- Hambach wird durch die Regionalbusse der Linien 450 (Montabaur–Nentershausen–Diez–Limburg) sowie 575 (Diez–Hambach–Nentershausen) von Montag bis Freitag angefahren, Hambach liegt im Verbundgebiet des Verkehrsverbund Rhein-Mosel (VRM).
- Die nächstgelegenen Bahnhöfe mit Fernverkehrsanschluss sind der Bahnhof Montabaur und der Bahnhof Limburg Süd.